# Orsotriaena licium
Orsotriaena licium är en fjärilsart som beskrevs av Hans Fruhstorfer 1908. Orsotriaena licium ingår i släktet Orsotriaena och familjen praktfjärilar. Inga underarter finns listade i Catalogue of Life.